# Райхе, Мария
Мария Райхе (нем. Maria Reiche; 15 мая 1903, Дрезден — 8 июня 1998, Лима) — немецкая исследовательница, известная изучением геоглифов Наски в Перу, начатым в 1940 году. Геоглифы Наски признаны объектом всемирного наследия ЮНЕСКО в 1994 году.

## Биография

### Ранние годы и образование
Мария Райхе изучала математику, географию и языки в Дрезденском техническом университете. В 1932 году она стала работать няней и учительницей детей немецкого консула в Куско, Перу. В 1934 году она работала учителем в Лиме и занималась научными переводами. После начала Второй мировой войны она решила не возвращаться в Германию.

### Карьера в археологии
В 1940 году Райхе становится помощницей американского археолога Пола Косока (англ. Paul Kosok; 1896—1959), открывшего линии в Наска. Примерно в 1946 году она начала их картирование. В 1948 году Косок оставил эти исследования, Райхе же продолжила работу по нанесению геоглифов на карту.
Райхе предположила, что строители линий использовали их как солнечный календарь и для наблюдения астрономических циклов.
Чтобы получить изображение линий, видных только с высоты, Марии Райхе пришлось обратиться за помощью в аэрофотосъёмке к военной авиации Перу.
Свои наблюдения и предположения она опубликовала в книге «The Mystery of the Desert» («Тайна пустыни»),  неоднозначно принятой учёными. Доходы от книги пошли на кампанию по сохранению пустыни Наска, оплату работы помощников и охраны. 
Желая сохранить местность, находящуюся в непосредственной близости от Панамериканского шоссе, Райхе вложила немалые средства в лоббирование нужных решений и в образование: она убедила правительство ограничить доступ на территорию и, в то же время, выступила спонсором строительства башни рядом с шоссе, чтобы посетители могли с высоты обозреть линии.

### В конце жизни
К концу жизни Мария Райхе потеряла зрение, передвигалась в инвалидном кресле и страдала от болезни Паркинсона. Она умерла от рака 8 июня 1998 года в больнице военно-воздушных сил в Лиме. Райхе была похоронена вблизи Наска с официальными почестями.
Её дом был превращён в музей. Центр Марии Райхе в Наска предоставляет информацию об её жизни и работе. Центр организует лекции по линиям Наска, спонсирует исследования.
На геоглифе «руки» на одной из рук пять пальцев, а на другой — четыре. У Марии Райхе не хватало среднего пальца на левой руке.

## Галерея
- Мария Райхе в 1910 году
- Восковая фигура в музее Марии Райхе в городе Наска (Перу)
- «Руки» — один из геоглифов Наска